# مایکل روزنبام
مایکل اُوون روزنبام (به انگلیسی: Michael Owen Rosenbaum) (متولد ۱۱ ژوئیه ۱۹۷۲) یک بازیگر آمریکایی، کارگردان، تهیه‌کننده و نویسنده است. او را بیشتر برای بازی در نقش لکس لوتر در سریال اسمالویل می‌شناسند.
او در نیویورک متولد و در ایندیانا بزرگ شد. مادرش جولی نویسنده بود و پدرش مارک در داروخانه کار می‌کرد. او یک برادر به نام اریک و یک خواهر به نام لوری دارد. مایکل یهودی است، از دانشگاه غرب کنتاکی با مدرک تئاتر فارغ‌التحصیل شد و پس از آن برای ادامه حرفه بازیگری به نیویورک رفت.
او در پایان فصل هفتم در فوریه ۲۰۰۷ از مجموعه تلویزیونی اسمالویل کناره‌گیری کرد اما برای آخرین قسمت آن در فصل دهم در ۱۳ می ۲۰۱۱ بازگشت.

## گزیده فیلم‌شناسی
فهرست برخی از فیلم‌هایی که مایکل روزنبام در آنها به ایفای نقش پرداخته است:
- افسانه محلی
- نوامبر شیرین
- خوره‌های بیلیارد (۲۰۰۲)
- شروع دوباره
- نفرین‌شده
- گرفتن .۴۴
- اسمالویل (مجموعه تلویزیونی)
- خواهری پسران
- گورخر مسابقه
- بزن و فرار کن
- عدالت برادر